# Kyselina beta-hydroxymáselná

Kyselina beta-hydroxymáselná, D- a L- forma

Kyselina beta-hydroxymáselná (β-hydroxymáselná, též kyselina 3-hydroxymáselná, beta-hydroxybutyrát či β-hydroxybutyrát; systematický název je 3-hydroxybutanová kyselina) je karboxylová kyselina patřící mezi ketolátky. Je to chirální sloučenina se dvěma enantiomery, kyselinou D-3-hydroxymáselnou a L-3-hydroxymáselnou. Podobně jako u jiných ketolátek (acetacetátu a acetonu) se její hladina v krvi zvyšuje při ketóze. U člověka se tato kyselina syntetizuje v játrech z acetyl-CoA a může být využívána mozkem jako zdroj energie, je-li hladina glukózy v krvi příliš nízká. U diabetiků lze (pro detekci případné diabetické ketoacidózy) hladinu ketolátek zjišťovat z moči nebo krve. Při alkoholické ketoacidóze se kyselina beta-hydroxymáselná tvoří v největší koncentraci. Oba typy ketoacidózy ústí ve zvýšení poměru mezi β-hydroxybutyrátem a oxalacetátem, což vede k narušení citrátového cyklu a posunu glukózy ke tvorbě ketolátek.
Průmyslově lze kyselinu β-hydroxymáselnou využít pro syntézu biologicky odbouratelných plastů, jako je například poly(3-hydroxybutyrát). Tento polymer lze vyrábět biologicky pomocí bakterie Alcaligenes eutrophus.